# Un film d'amour
Un film d’amour, troisième roman de Charles Dantzig, paraît en septembre 2003 aux éditions Grasset, la même année que sa première anthologie de poèmes, En souvenir des longs courriers (Les Belles Lettres). Dans cette histoire qui se présente comme la retranscription d’un documentaire télévisé sur un jeune cinéaste disparu, le lecteur va de Rome à Cannes en passant par la Californie, à la fin du XXe siècle. Le roman a paru dans Le Livre de Poche en 2007.

## Résumé
Birbillaz (que l’on prononce « Birbiyazz ») est un jeune cinéaste français admirateur de Fellini. Il a réalisé trois mises en scène d’opéra et été l’amant d’une actrice de séries télévisées italienne, Giovanna Leandri, célèbre pour avoir exécuté un strip-tease devant 50 000 spectateurs du Colisée de Rome en l’honneur de l’équipe de football de la ville. Depuis qu’il a obtenu le Lion d’argent à la Mostra de Venise pour « Un film d’amour », Birbillaz a disparu. Chacun de ceux qui l’ont connu donne son point de vue dans une série d’entretiens pour un documentaire télévisé sur l’auteur de ce film fin et lyrique, affectueux et suprêmement  intelligent, qui est devenu un film-culte. Birbillaz est-il vivant ? Est-il retiré du monde ? Qui l’aime sincèrement ? Qui ment ? Qui se trompe ?

## Structure et thèmes
Galeazzo et Laudomia Gazzerini, Carla Pontecorvo, Federico Balducchi, Bruna Fantini, voilà quelques-uns des amis de Birbillaz, qui l’ont tant aimé. Un aristocrate  romain et sa femme, une grande actrice, un galeriste de la via Giulia, une épicière. Un film d’amour raconte aussi, en creux, l’histoire de chacun de ces personnages. Avec virtuosité, Dantzig évoque l’apparition du cinéaste dans le monde de l’art, la gestation de son film, sa personnalité, sans éluder aucun des mouvements de la caméra du documentariste, des poses des interviewés, des décors si caractéristiques du centre historique de Rome ou de la Route nationale 1 de Californie, « la plus belle route du monde », dernier endroit où l’on a vu Birbillaz. Choix esthétique singulier, si les noms de lieux sont ceux de la vie, tous les autres, ceux des magazines, des revues, des maisons de production, des restaurants, des marques, sont inventés, créant un double effet d’éloignement et de précision. Ainsi le nom de la « FIAT Millenio  » , qui n’a pas existé mais dont l’appellation est révélatrice de ce qu’a pu être un certain comportement des puissances (ici commerciales) vis-à-vis des êtres humains à l’époque où se passe le roman.
Roman sur le héros en l’absence du héros, roman sur l’impossibilité de raconter complètement une vie, si tant est que la complétude existe, comme ce sera le cas Dans un avion pour Caracas, on retrouve ici les thèmes de l’œuvre romanesque de Charles Dantzig. C’est aussi, et peut-être avant tout, un roman sur la création.
« Je voulais montrer ce que c’est d’être un artiste, un homme de talent et peut-être même de génie dans le monde moderne… ». Ces mots de l’auteur doivent être compris comme une opération indirecte. Sur son personnage si présent malgré son obsédante absence, grâce aux paroles et aux gestes de ceux qui l’ont aimé (et les autres), circulent des informations contradictoires, sont révélés des détails qui renseignent plus, peut-être, sur le sujet qui les profère que sur l’homme auxquels ils sont censés s’appliquer. Ainsi est posée la question du mensonge et de la vanité, mais aussi celle de la perpétuation de la présence au monde grâce aux œuvres de création, grâce à la parole perpétuée et grâce à l’amour porté. « Ce livre vertigineux est tout à la fois un exercice de style, une fresque sur la vitalité italienne et la dolce vita romaine, une déclaration d'amour au cinéma et un portrait de mœurs. »  

## Citations
- « Un homme est un pays, avec sa géographie, ses langues, ses défaites, ses conquêtes, ses ennemis, ses alliés. » [4]
- « On garde trace de tout dans la vie des hommes ; de tout, sauf de leurs gestes. Il en existe de deux sortes : les gestes clichés et les images. Les gestes étant du discours (muet), je pense en effet qu'on peut leur appliquer les mêmes catégories. » [5]
- « Pour achever l’œuvre, achevez votre mère. La beauté de l’œuvre donnera sa beauté au crime. » [6]
- « L’inconvénient des artistes morts, c’est qu’ils sont morts. Certes, c’est un avantage pour les critiques, qui ont tout sous la main pour juger, mais à part eux ? Quel bonheur, il n’y a pas deux jours, de penser que Birbillaz vivait. Que je vivais dans un monde où il existait. J’étais moins seul. Il y avait à un endroit précis de la terre quelqu’un dont la sensibilité me faisait me dire que je n’étais pas fou. C’était un monde avec un film de lui à venir. Bien sûr, il reste le DVD d’Un film d’amour, mais ça n’est pas la même chose. Il n’y aura plus de nouveau film de Birbillaz. Bien sûr, on se console, bien sûr, il y aura de nouveaux cinéastes, mais se consoler, quelle pitié. » [7]

## Réception critique
- « Attention travaux! Port du casque obligatoire ! Des pépites d’or peuvent tomber sur le crâne des futurs lecteurs de Charles Dantzig, notre nouveau Cocteau. » [8]
- « Un livre intelligent de la première à la dernière ligne, et qu’on prend d’abord pour une fantaisie formaliste avant de comprendre qu’il vise une sorte de totalité, comme tous les grands livres » [9]